# Diòdot I
Diòdot I o Diòdot Sòter (Diodotus Soter o Diodotos I Soter Διόδοτος Α' ὁ Σωτήρ) (vers 285 aC – 239 aC) fou el primer rei de la monarquia grega de Bactriana. Justí l'esmenta com a Teodot, però el nom Diodot, tal com l'esmenten Estrabó i Pompeu Troge, està avalat per la numismàtica.

## Regnat
Era sàtrapa selèucida de Bactriana, Sogdiana i Margiana vers la meitat del segle iii aC. Diòdot estava casat amb una filla d'Antíoc II i l'esposa d'aquest Laodice, que havia nascut el 266 aC. Van tenir dos fills: Diòdot II i una filla nascuda el 250 aC, que es va casar amb Eutidem, el futur rei Eutidem I de Bactriana). Vers el 246 aC o 245 aC es va independitzar dels selèucides, al final del regnat d'Antíoc II Theós que havia sostingut una guerra amb el rei Ptolemeus d'Egipte. Segons Justí : «Diòdot (Teodot per error), governador de mil ciutats a Bactriana va fer defecció i es va proclamar a si mateix com a rei; tots els altres pobles d'orient van seguir el seu exemple i van fer secessió de l'imperi macedoni.). Probablement fou un aliat del seu veí el sàtrapa Andràgores de Pàrtia que vers el mateix temps es va proclamar independent dels selèucides.
Va consolidar el seu poder i es va estendre territorialment cap a l'est vers l'Índia i a l'oest vers Ariana. Al text de Justí es diu: «els grecs que s'havien revoltat a Bactriana van augmentar el seu poder mercès a la fertilitat del territori del que van esdevenir amos, no sols Ariana, sinó també l'Índia»; Apol·lodor d'Artemita diu: i van sotmetre més tribus que en el temps d'Alexandre… Les seves ciutats principals foren Bactra o Bactres i, Darapsa però era un territori força urbanitzat i considerat dels més rics de l'orient (opulentissimum illud mille urbium Bactrianum imperium "l'extremadament pròsper imperi de les mil ciutats de Bactriana" ). Estrabó escriu: «les seves ciutats foren Bactra (també anomenada Zariaspa, per la qual corre un riu que porta el mateix nom i desaigua a l'Oxus) i Darapsa, entre altres».

## Conflicte amb Arsaces
Arsaces, cap del poble nòmada dels dahans, una tribu dels Parnis, va combatre contra el sàtrapa de Pàrtia, Andràgores, que s'havia proclamat també rei, el va derrotar. Es va proclamar rei al seu lloc i es va apoderat del nord de la Pèrsia central i tallar el contacte dels bactrians amb els grecs occidentals de l'Imperi. El comerç per terra va continuar encara que força reduït però es va desenvolupar el comerç per mar entre Bactriana i Egipte. Quan Seleuc II Cal·línic va intentar, el 239 aC, dominar als rebels orientals, sembla que Diòdot li va donar suport contra els parts. La guerra va durar fins a la mort de Diòdot I poc després (239 aC).

## Mort i successió
Diòdot I va morir el 239 aC i el va succeir el seu fill Diòdot II de Bactriana que va signar la pau amb els parts que es van aliar en contra de Seleuc II). Diòdot fou més tard assassinat pel seu cunyat (marit de la seva germana) Eutidem, que va fundar la dinastia eutidèmida (Polibi XI. 34, 2).

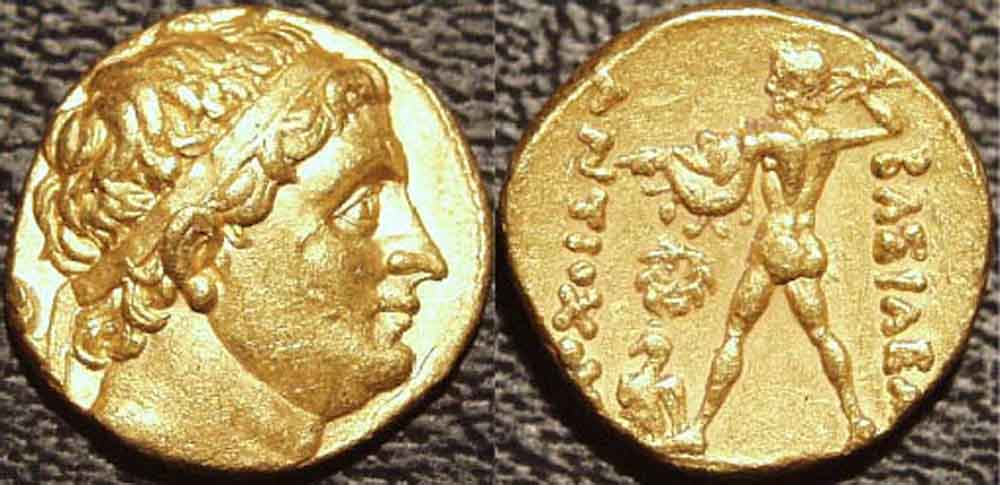
Moneda d'or de Diòdot encara en nom del rei selèucida Antíoc I Sòter, vers el 250 aC

## Monedes
De Diòdot I es conserven algunes monedes d'or, plata i bronze, algunes encara encunyades en nom del rei selèucida Antíoc I Sòter. Com que el poder selèucida es debilitava i estaven en guerra continua amb Ptolemeu II Filadelf d'Egipte, les províncies orientals i les ciutats gregues estaven exposades als atacs del nòmades bàrbars que els amenaçaven amb la destrucció, per la qual cosa la creació del regne independent hauria estat una necessitat i un avantatge pels grecs i així el seu epitet Sòter queda justificat. Diòdot apareix també a unes monedes encunyades en la seva memòria pels rei indogrecs Agàtocles Diakos i Antímac I